# Améstris
Améstris ou Amástris  (em grego: Ἄμαστρις ou Ἄμηστρις; do antigo persa Amāstrī-, "mulher forte") foi uma rainha aquemênida, consorte do rei Xerxes I e mãe de seu sucessor, Artaxerxes I. Ela é conhecida por sua má reputação entre os historiadores gregos, que a definem como uma mulher vingativa, ciumenta e notoriamente cruel.
Améstris foi a primeira esposa de Xerxes I, se tornando a mãe de cinco ou seis filhos dele. Em geral, Améstris é descrita como uma rainha severa e licenciosa que exerceu uma influência funesta na corte aquemênida. O historiador Heródoto a descreve como uma fúria reinante, representando a contraparte feminina do déspota oriental.

## Biografia
A data e o local de nascimento de Améstris são desconhecidos. Ela era filha de um nobre persa, Otanes, um dos sete conspiradores que mataram o rei Gaumata em 522 a.C. Após este evento, Dario, o Grande ascendeu ao trono da Pérsia. De acordo com o historiador grego Heródoto (c. 480—429 a.C.), Otanes foi recompensado com um casamento diplomático: Dario se casou com a filha de Otanes, Fedímia, enquanto Otanes se casou com a irmã de Dario, que deu à luz Améstris.
Améstris casou-se com Xerxes I, filho e herdeiro de Dario, o Grande. Quando Dario morreu em 486 a.C., Améstris, que então devia estar na casa dos trinta anos de idade, se torna a rainha-consorte de Xerxes I. Heródoto descreve a rainha Améstris como uma déspota cruel:
| “ | "Fui informado de que Améstris, esposa de Xerxes, tendo chegado a idade avançada, rendeu graças ao deus que se diz estar sob a terra enterrando duas vezes sete jovens membros das mais ilustres famílias da Pérsia." Histórias 7, 114 | ” |

Não está claro o que está por trás dessa estranha história, que parece fictícia. Até onde se sabe na religião persa sacrifícios humanos não eram permitidos. Por outro lado, o deus do submundo pode ser idêntico a Angra Mainiu , "o espírito hostil", que era o inimigo eterno do deus supremo Aúra-Masda. Dado que a rainha Améstris é falada apenas por fontes gregas e que as guerras greco-persas ocorreram durante este período, é possível que essas acusações tenham sido usadas deliberadamente para manchar o nome de Améstris e dos persas em geral.[carece de fontes?] Por outro lado, o sacrifício humano feito pela rainha poderia ser um antigo costume pagão revivido sob o estresse por causa da guerra ou da velhice.
Améstris se tornou mãe dos filhos de Xerxes; o primeiro, Dario, seguido, dois anos depois, por Histaspes e Artaxerxes I, e duas filhas, Rodoguna e Amitis, que tinha o mesmo nome de sua avó.

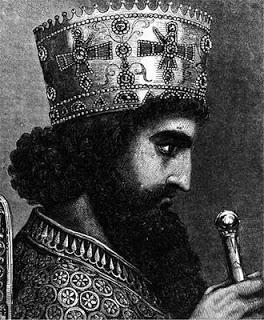
Retrato de Xerxes I

De acordo com Heródoto, Améstris era uma mulher muito ciumenta. Quando Xerxes voltou da guerra na Grécia, ele se apaixonou por Artainte, a esposa de seu filho Dario. Artainte não provou ser uma esposa fiel e teve um caso com o rei. Quando a rainha, que já suspeitava das traições do marido, descobriu o que estava acontecendo, ela resolveu se vingar. Ela foi tolerante com Artainte, mas despejou sua ira contra a mãe totalmente inocente, a esposa de Masistes, que ela considerava a maior culpada no caso. Ela esperou pelo banquete anual organizado no aniversário do rei, um dia em que nenhum de seus desejos poderia ser rejeitado. A rainha exigiu que a mãe de Artainte fosse entregue a ela. Xerxes cumpriu com relutância o seu desejo, agindo como se fosse um brinquedo nas mãos de sua esposa. A vingança horrível e igualmente sem sentido de Améstris foi dirigida contra a mãe de Artainte, que sob ordens da rainha foi torturada e mutilada: seus seios, nariz, orelhas, lábios e língua foram cortados. O pai de Artainte, Masistes, quando viu sua esposa mutilada decidiu se revoltar contra seu rei e irmão, mas não teve sucesso. Esta história é rica em ficção e como um todo, sem dúvida, foi inventada pelo próprio Heródoto, mas deve ter tido um pano de fundo histórico, na medida em que alguma (desconhecida) disputa entre Xerxes e seu irmão terminou na queda de Masistes e sua família. Jack Martin Balcer sugere que o massacre de Masistes e sua família fazia parte dos planos secretos de Améstris.
Heródoto não oferece uma explicação convincente para fazer com que Améstris se vingasse da esposa de Masistes e isso cria algumas especulações. É possível que a rainha tenha considerado a esposa de Masistes como um perigo iminente para seu poder, alguém que pode tentar tirar vantagem da tendência de Xerxes ao prazer sexual. A paixão de Xerxes por Artainte seria extinta um dia, mas o poder e privilégios de Améstris ainda estaria em jogo. Nesse caso, ela só usa sua filha Artainte com intuito de tirar vantagem de Xerxes. Nesse pensamento a vítima de Améstris não é inocente. A mutilação desumana da esposa de Masistes assegura enfaticamente o castigo de uma vítima e também o enorme poder de quem o impôs. Acima de tudo, a rainha consegue se livrar da esposa de Masistes e, ao mesmo tempo, destrói uma séria ameaça à sua autoridade.
Xerxes foi assassinado em 465 a.C., sendo sucedido por Artaxerxes I. Dario, filho mais velho de Xerxes, foi acusado injustamente de envolvimento no assassinato de seu pai e foi executado por seu irmão Artaxerxes. Améstris continuou influente após a morte de seu marido. Durante o reinado de seu filho Artaxerxes I (r. 465–424 a.C.), seu outro filho, Aquêmenes, foi morto por rebeldes egípcios. Eles e seus aliados atenienses foram derrotados pelo general Megabizo, filho de Zópiro, que ofereceu condições aos rebeldes para encurtar a guerra. De acordo com o historiador Ctésias (que não é conhecido por sua confiabilidade, mas é nossa única fonte), Améstris ficou furiosa porque Megabizo não havia punido os assassinos de seu filho. Inconformada, a rainha-mãe pediu ao rei Artaxerxes que os entregassem, mas ele não permitiu sua vingança. Após cinco anos, de tanto importunar o rei, este acabou cedendo, e Inaro, líder da revolta egípcia, foi crucificado e cinquenta gregos foram decapitados. Isso provavelmente ocorreu em 449 a.C.
Megabizo era casado com Amitis, filha de Améstris com Xerxes. Em uma caçada, Megabizo deixou o rei Artaxerxes muito irritado porque este havia matado o leão antes dele, e o condenou a ser decapitado, mas, por intercessão de Améstris e Amitis, ele foi banido para a Armênia. Após cinco anos, Megabizo retornou, e por intercessão de Améstris e Amitis, foi perdoado pelo rei. Após a morte de seu marido, Amitis sofreu de uma leve enfermidade e o médico Apolônides de Cós foi chamado para atendê-la, e eles se apaixonaram. Amitis contou isso para a sua mãe, que por sua vez, condenou o médico a dois meses de tortura como punição. Depois que Amitis morreu, o médico foi enterrado vivo. Zópiro, filho de Megabizo e Amitis, morreu durante o cerco de Cauno atingido por uma pedra. Améstris, avó de Zópiro, mandou crucificar Alcides, o habitante de Cauno que havia jogado a pedra.
Documentos da Babilônia datados do reinado de Artaxerxes I, referem-se a certas propriedades como "a casa da mulher do palácio". Esta mulher anônima pode ser a rainha-mãe Améstris ou Damáspia, esposa de Artaxerxes. Améstris morreu na velhice provavelmente por volta de 440 a.C.

## Árvore genealógica
|          |          |          |          |          |          |                      |                      |                      |                      |                      |                      | Histaspes |       |                       |                       |                       |                       |                       |                       |           |           |           |           |          |          |                           |                           |                           |                           |                           |                           |  |  |               |               |               |               |               |               |  |  |          |          |          |          |          |          |  |  |        |        |        |        |        |        |  |  |  |  |
|          |          |          |          |          |          |                      |                      |                      |                      |                      |                      |           |       |                       |                       |                       |                       |                       |                       |           |           |           |           |          |          |                           |                           |                           |                           |                           |                           |  |  |               |               |               |               |               |               |  |  |          |          |          |          |          |          |  |  |        |        |        |        |        |        |  |  |  |  |
|          |          |          |          |          |          |                      |                      |                      |                      |                      |                      |           |       |                       |                       |                       |                       |                       |                       |           |           |           |           |          |          |                           |                           |                           |                           |                           |                           |  |  |               |               |               |               |               |               |  |  |          |          |          |          |          |          |  |  |        |        |        |        |        |        |  |  |  |  |
|          |          |          |          |          |          | Dario I 522–486 a.C. | Dario I 522–486 a.C. | Dario I 522–486 a.C. | Dario I 522–486 a.C. | Dario I 522–486 a.C. | Dario I 522–486 a.C. |           |       |                       |                       |                       |                       | Uma filha             | Uma filha             | Uma filha | Uma filha | Uma filha | Uma filha |          |          | Otanes                    | Otanes                    | Otanes                    | Otanes                    | Otanes                    | Otanes                    |  |  |               |               |               |               |               |               |  |  |          |          |          |          |          |          |  |  |        |        |        |        |        |        |  |  |  |  |
|          |          |          |          |          |          | Dario I 522–486 a.C. | Dario I 522–486 a.C. | Dario I 522–486 a.C. | Dario I 522–486 a.C. | Dario I 522–486 a.C. | Dario I 522–486 a.C. |           |       |                       |                       |                       |                       | Uma filha             | Uma filha             | Uma filha | Uma filha | Uma filha | Uma filha |          |          | Otanes                    | Otanes                    | Otanes                    | Otanes                    | Otanes                    | Otanes                    |  |  |               |               |               |               |               |               |  |  |          |          |          |          |          |          |  |  |        |        |        |        |        |        |  |  |  |  |
|          |          |          |          |          |          |                      |                      |                      |                      |                      |                      |           |       |                       |                       |                       |                       |                       |                       |           |           |           |           |          |          |                           |                           |                           |                           |                           |                           |  |  |               |               |               |               |               |               |  |  |          |          |          |          |          |          |  |  |        |        |        |        |        |        |  |  |  |  |
|          |          |          |          |          |          |                      |                      |                      |                      |                      |                      |           |       |                       |                       |                       |                       |                       |                       |           |           |           |           |          |          |                           |                           |                           |                           |                           |                           |  |  |               |               |               |               |               |               |  |  |          |          |          |          |          |          |  |  |        |        |        |        |        |        |  |  |  |  |
| Masistes | Masistes | Masistes | Masistes | Masistes | Masistes |                      |                      |                      |                      |                      |                      |           |       | Xerxes I 486–465 a.C. | Xerxes I 486–465 a.C. | Xerxes I 486–465 a.C. | Xerxes I 486–465 a.C. | Xerxes I 486–465 a.C. | Xerxes I 486–465 a.C. |           |           | Améstris  | Améstris  | Améstris | Améstris | Améstris                  | Améstris                  |                           |                           |                           |                           |  |  |               |               |               |               |               |               |  |  |          |          |          |          |          |          |  |  |        |        |        |        |        |        |  |  |  |  |
| Masistes | Masistes | Masistes | Masistes | Masistes | Masistes |                      |                      |                      |                      |                      |                      |           |       | Xerxes I 486–465 a.C. | Xerxes I 486–465 a.C. | Xerxes I 486–465 a.C. | Xerxes I 486–465 a.C. | Xerxes I 486–465 a.C. | Xerxes I 486–465 a.C. |           |           | Améstris  | Améstris  | Améstris | Améstris | Améstris                  | Améstris                  |                           |                           |                           |                           |  |  |               |               |               |               |               |               |  |  |          |          |          |          |          |          |  |  |        |        |        |        |        |        |  |  |  |  |
|          |          |          |          |          |          |                      |                      |                      |                      |                      |                      |           |       |                       |                       |                       |                       |                       |                       |           |           |           |           |          |          |                           |                           |                           |                           |                           |                           |  |  |               |               |               |               |               |               |  |  |          |          |          |          |          |          |  |  |        |        |        |        |        |        |  |  |  |  |
|          |          |          |          |          |          |                      |                      |                      |                      |                      |                      |           |       |                       |                       |                       |                       |                       |                       |           |           |           |           |          |          |                           |                           |                           |                           |                           |                           |  |  |               |               |               |               |               |               |  |  |          |          |          |          |          |          |  |  |        |        |        |        |        |        |  |  |  |  |
| Artainte | Artainte | Artainte | Artainte | Artainte | Artainte |                      |                      |                      |                      | Dario                | Dario                | Dario     | Dario | Dario                 | Dario                 |                       |                       | Histaspes             | Histaspes             | Histaspes | Histaspes | Histaspes | Histaspes |          |          | Artaxerxes I 465–424 a.C. | Artaxerxes I 465–424 a.C. | Artaxerxes I 465–424 a.C. | Artaxerxes I 465–424 a.C. | Artaxerxes I 465–424 a.C. | Artaxerxes I 465–424 a.C. |  |  | Aquêmenes (?) | Aquêmenes (?) | Aquêmenes (?) | Aquêmenes (?) | Aquêmenes (?) | Aquêmenes (?) |  |  | Rodoguna | Rodoguna | Rodoguna | Rodoguna | Rodoguna | Rodoguna |  |  | Amitis | Amitis | Amitis | Amitis | Amitis | Amitis |  |  |  |  |
| Artainte | Artainte | Artainte | Artainte | Artainte | Artainte |                      |                      |                      |                      | Dario                | Dario                | Dario     | Dario | Dario                 | Dario                 |                       |                       | Histaspes             | Histaspes             | Histaspes | Histaspes | Histaspes | Histaspes |          |          | Artaxerxes I 465–424 a.C. | Artaxerxes I 465–424 a.C. | Artaxerxes I 465–424 a.C. | Artaxerxes I 465–424 a.C. | Artaxerxes I 465–424 a.C. | Artaxerxes I 465–424 a.C. |  |  | Aquêmenes (?) | Aquêmenes (?) | Aquêmenes (?) | Aquêmenes (?) | Aquêmenes (?) | Aquêmenes (?) |  |  | Rodoguna | Rodoguna | Rodoguna | Rodoguna | Rodoguna | Rodoguna |  |  | Amitis | Amitis | Amitis | Amitis | Amitis | Amitis |  |  |  |  |

## Na Bíblia

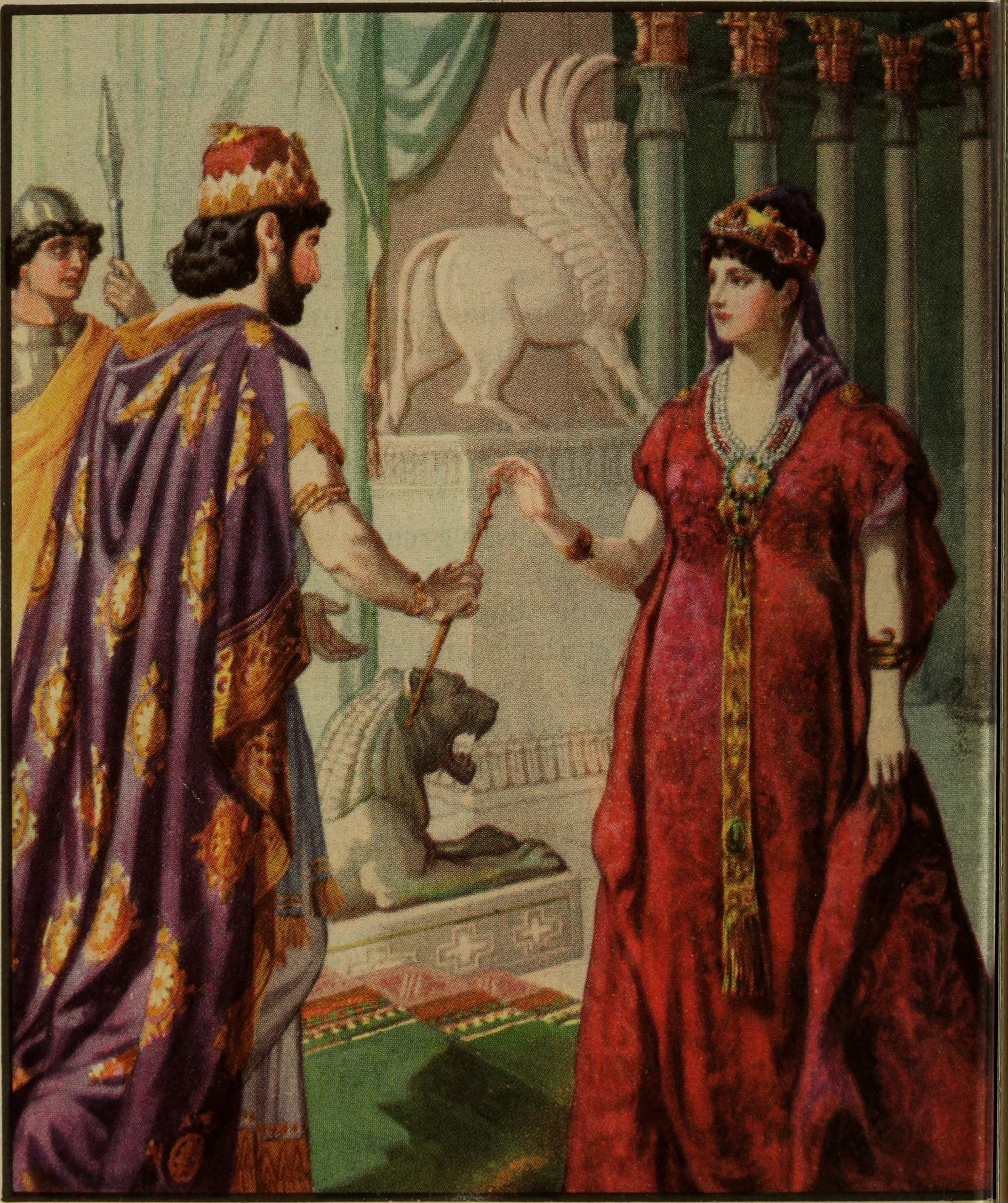
Xerxes e rainha Ester

O livro bíblico de Ester é um romance histórico, que narra o destino da diáspora judaica no século V a.C. sob Assuero (ou seja, Xerxes I). A trama do romance se passa na corte aquemênida em Susã. A rainha Vasti, esposa de Xerxes, recusa-se a comparecer a uma recepção dada por seu marido perante seus convidados e, como resultado, é privada de sua posição como rainha, e substituída pela judia Ester.
Alguns identificam Vasti com Améstris, explicando o nome Vasti como uma corruptela de Améstris ou como um título. No entanto, outros identificaram Améstris com Ester, já que ambos nomes são foneticamente mais compatíveis.
A principal incongruência entre a identificação de Améstris e Ester é a suposta paternidade da primeira, pois os historiadores gregos (Heródoto e Ctesias) citam um tal Otanes (ou Onofas) como pai da Rainha. No entanto, Robert L. Hubbard propôs uma teoria interessante baseada na interpretação da transcrição grega sobre essa passagem (Histórias VII:61); embora tenha sido transcrito como "pai de Amestris", na verdade o escrito diria "filho de Amestris (não a esposa de Xerxes)", apontando que o pai da rainha nunca foi revelado.

## Na cultura
- Améstris é uma personagem da ópera Serse, de Georg Friedrich Händel.[23]

- Améstris é o nome de um país no anime Fullmetal Alchemist. Xerxes também aparece como o nome de um país.[carece de fontes?]

- Améstris (assimilada como Vasti) aparece na série A Rainha da Pérsia, da RecordTV, interpretada pela atriz Camila Rodrigues.[24]